# Justus Philipp Meyenberg
Justus Philipp Meyenberg (* 21. Juli 1642 in Clausthal; † 26. Dezember 1709 ebenda) war ein deutscher evangelischer Theologe.

## Leben

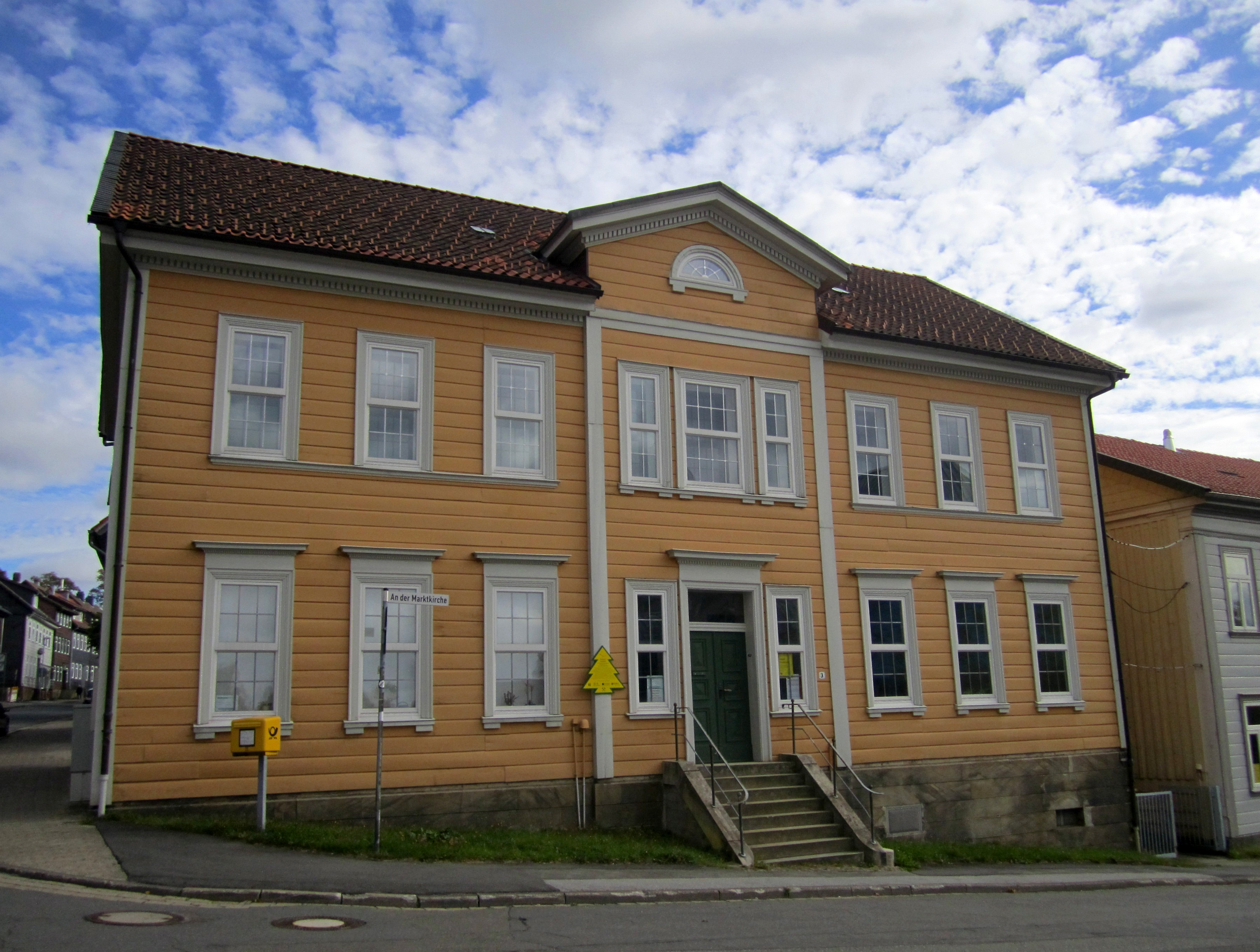
Generalsuperintendentenhaus in Clausthal

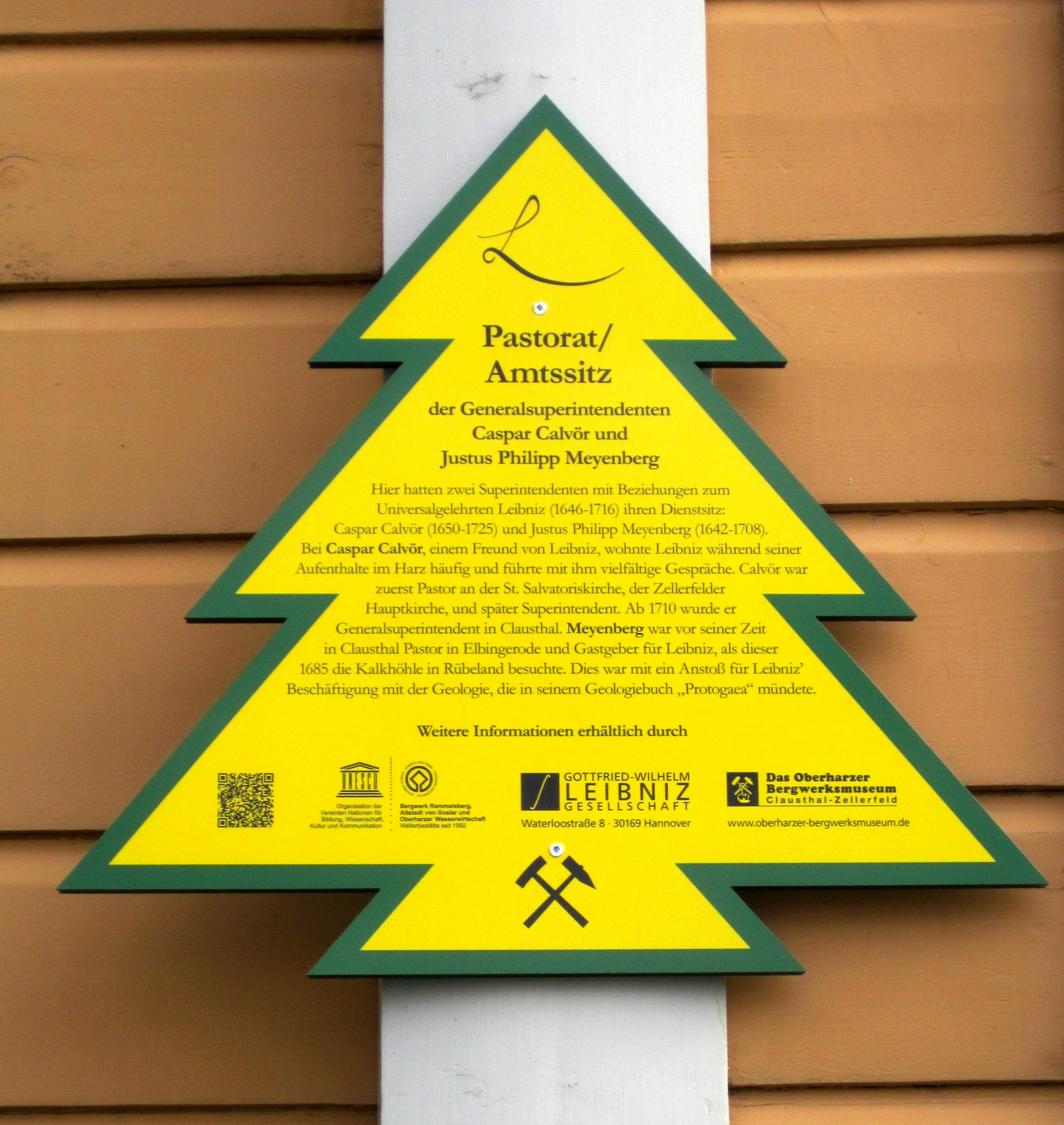
Dennerttanne am Generalsuperintendentenhaus in Clausthal

Der Sohn des Ratmanns Sebastian Meyenberg und der Magarethe Wahner hatte die Stadtschule seiner Heimatstadt besucht und Unterricht von Privatlehrern genossen. Dann besuchte er die Schule in Goslar und die Stiftsschule in Walkenried. 1665 bezog er die Universität Jena. Hier besuchte er die philosophischen und theologischen Vorlesungen von Johannes Musaeus, Johann Ernst Gerhard der Ältere, Erhard Weigel und Friedemann Bechmann.
1667 erwarb er den akademischen Grad eines Magisters der Philosophie. 1668 wurde er Pastor in Elbingerode und 1695 Pastor in Osterode am Harz. Nach dem Tod von Martin Chilian Stisser († 1707) wurde er im Juli 1708 Generalsuperintendent der Generaldiözese Grubenhagen und auf dem Harz, was er bis zu seinem Lebensende blieb.

## Familie
Meyenberg heiratete am 20. September 1670 in Elbingerode Eleonora Sophia, die Tochter des fürstlich pfalzgräflichen Amtsdirektors und Schössers in Quedlinburg Andreas Bornholtz. Aus der Ehe stammen zwölf Kinder, wobei sieben Kinder bereits vor ihrem Vater verstarben. Von den Kindern kennt man:
- Johann Matthias Meyenberg, Oberpastor in Elbingerode
- Christian Gottlieb Meyenberg, Jurist
- Johann Lust Ludwig Meyenberg, Mediziner
- Johann Andreas Meyenberg, besuchte die Stiftsschule in Ilfeld
- Justina Elisabeth Meyenberg, verh. mit Heinrich Joachim Brauns (Großvater von Gottlieb Johann August Brauns)[1][2]

## Weblink
- Druckschriften von und über Justus Philipp Meyenberg im VD 17.